# Griffin McElroy
Griffin Andrew McElroy (nacido el 17 de abril de 1987) es un podcaster estadounidense y ex periodista de videojuegos. Es conocido por su trabajo en pódcast como My Brother, My Brother and Me yThe Adventure Zone, así como por cofundar el sitio web de periodismo de videojuegos Polygon. En 2017, Forbes lo incluyó en su lista "30 Under 30" en la categoría de medios.

## Primeros años y vida personal
Griffin McElroy nació en 1987. Es hijo de Clint McElroy, ex coanfitrión del programa de radio matutino WTCR-FM de Huntington, West Virginia, y su esposa Leslie. Griffin McElroy es un exalumno de la Universidad Marshall, donde obtuvo un título en periodismo. Se casó con Rachel McElroy en 2013. Tienen un hijo, llamado Henry, nacido en 2016.

## Carrera

### Periodismo
La carrera periodística de McElroy comenzó en 2007, cuando comenzó a trabajar como editor de fin de semana para Joystiq. Durante las elecciones presidenciales de Estados Unidos de 2008, McElroy también actuó como periodista local de MTV para su estado natal de West Virginia. Abandonó Joystiq en 2012 para fundar Polygon junto con su hermano Justin McElroy y Christopher Grant, para luego convertirse en un productor senior de videos para el sitio. Durante su mandato, supervisó una gran cantidad de videos para el sitio, incluida su serie Monster Factory y varios let's play. En 2018, Griffin y Justin anunciaron que abandonarían Polygon para enfocarse en sus carreras como podcasters y sus familias.

### Podcasting
Desde 2010, Griffin McElroy, junto con sus hermanos Justin y Travis, ha sido coanfitrión del podcast de comedia My Brother, My Brother and Me, un "programa de consejos para la era moderna" como parte de la red de pódcast Maximum Fun. Los hermanos también protagonizaron un programa de televisión de 2017 basado en el podcast, que se emitió por primera vez en Seeso.
En 2014, los hermanos McElroy lanzaron un pódcast de juegos de rol de mesa titulado The Adventure Zone. Inicialmente jugaban Dungeons & Dragons, pero en arcos argumentales posteriores, el programa se mudó a otros sistemas de juego. Griffin McElroy actuó como Dungeon Master para Balance, el arco argumental inicial de 69 episodios, y más tarde asumió el papel similar de "Keeper" para el arco de Amnesty, basado en el juego Powered by the Apocalypse. Griffin McElroy también compone gran parte de la banda sonora original de la serie. Los primeros dos subarcos de The Adventure Zone: Balance, llamados Here There Be Gerblins y Murderer on the Rockport Limited, se han adaptado a novelas gráficas en colaboración con la artista Carey Pietsch y fueron publicados por First Second Books.
Griffin y sus hermanos también organizan un pódcast anual con Tim Batt y Guy Montgomery, purblicado cada Acción de Gracias estadounidense desde 2015, llamado Til Death Do Us Blart donde reseñan la película Paul Blart: Mall Cop 2. Los hermanos también son presentadores del podcast documental The McElroy Brothers Will Be in Trolls World Tour, que finalmente derivó en el anuncio de que los tres obtendrían un cameo en dicha película.
Desde 2017, Griffin McElroy también ha copresentado el podcast Wonderful! con su esposa, Rachel, donde intercambian cosas que les interesan y distrfutan. En el pasado, solían presentar otro podcast llamado Rose Buddies, en el que recapitulaban episodios de The Bachelor y otras series televisivas relacionadas.

### Actuación de voz
McElroy ha participado como actor de voz en varias series animadas, incluidas Clarence, Big City Greens, We Bare Bears y Camp Camp. También actuó como comentarista en el videojuego 100ft Robot Golf en 2017, junto a sus hermanos. En septiembre de 2018, después de una exitosa campaña de podcasting, los hermanos McElroy confirmaron que participarían como actores de voz para personajes de la película Trolls World Tour.